# Robert Tombs

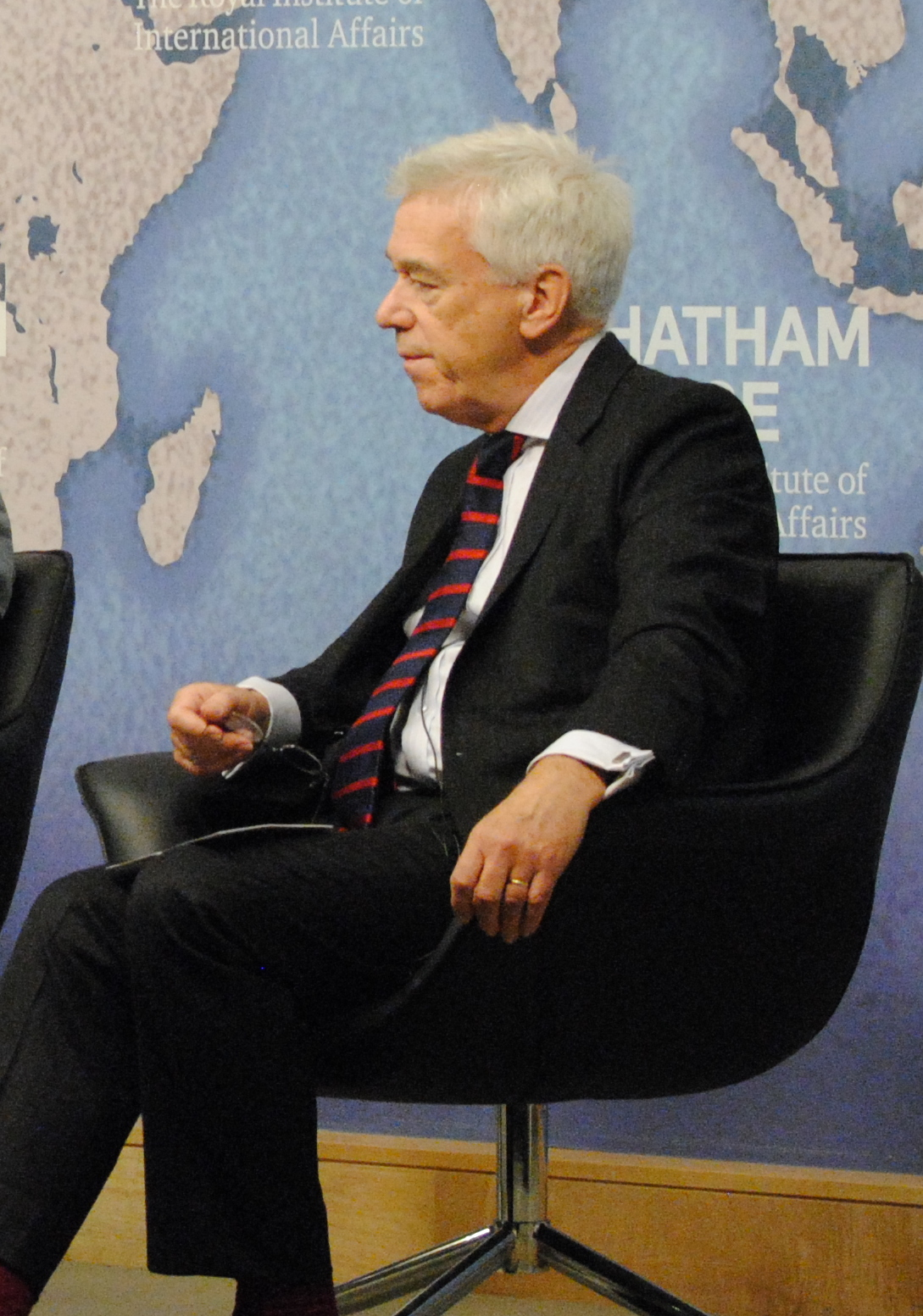
Robert Tombs

Robert Tombs (1949) es un historiador británico, profesor de la Universidad de Cambridge. En su producción ha tratado, entre otros temas, la historia contemporánea de Francia.
Es autor de obras como The War Against Paris, 1871 (CUP, 1981), en la que analiza el papel del ejército francés en la supresión de la Comuna de París; Thiers 1797–1877. A Political Life (Allen & Unwin, 1986), escrita junto a J. P. T. Bury; France, 1814–1914 (Addison Wesley Longman, 1996) The Paris Commune 1871 (Longman, 1999) That Sweet Enemy: the French and the British from the Sun King to the Present, escrito junto a Isabelle Tombs (2006); Britain and France in Two World Wars: Truth, Myth and Memory (2013), escrito junto a Emile Chabal; o The English and Their History (2014).
Ha sido editor de la obra colectiva Nationhood and Nationalism in France: From Boulangism to the Great War, 1889–1918 (1992).